# Frédéric Magné
 Frédéric Magné  (* 5. Februar 1969 in Tours) ist ein französischer Radsporttrainer, ehemaliger  Bahnradsportler, und siebenfacher Weltmeister. Er war der dominierende französische Kurzzeit-Spezialist in den 1990er Jahren.

## Sportliche Laufbahn
1985 wurde Frédéric Magné als Junior erstmals französischer Meister im Sprint, 1987 ein weiteres Mal, wobei er bessere Zeiten als der Meister in der Männerklasse, Philippe Boyer, erzielte. Aufgrund dieser Leistung wurde er von Nationaltrainer Daniel Morelon für die 1987 in Wien nominiert.
Dort errang Magné im Alter von 18 Jahren seinen ersten internationalen Erfolg, als er gemeinsam mit dem erfahreneren Fahrer Fabrice Colas erstmals Weltmeister auf dem Tandem wurde; im Sprint belegte er Rang zehn. Diesen Erfolg konnten die beiden Fahrer noch dreimal wiederholen, 1988, 1989 und 1995. Dreimal konnte Magné zudem den Weltmeistertitel im Keirin erringen (1995, 1997 und 2000). Siebenmal wurde er Französischer Meister in Keirin und im Sprint. Er startete bei vier Olympischen Spielen (1988, 1992, 1996 und 2000) teil, wo er jedoch keine Medaillen erringen konnte. 1996 in Atlanta belegte er Platz sechs wie auch 2000 in Sydney im Keirin. 1989 gewann er den Großen Preis von Berlin. 1996 und 1997 siegte er beim bedeutendsten internationalen Bahnrennen, das in Großbritannien damals veranstaltet wurde, er gewann die Champion of Champions Trophy (ein Sprintturnier). 1995 siegte er im Sechstagerennen von Bordeaux mit Etienne De Wilde als Partner.
Nach den Bahn-Weltmeisterschaften 2000 in Manchester beendete Magné seine aktive Laufbahn.

## Berufliches
Von 2006 bis 2009 arbeitete Magné als Nationaltrainer für den japanischen Radsportverband. Ab 2009 war er Trainer am „World Cycling Center“ der Union Cycliste Internationale (UCI) in Aigle, später wurde er „Development Director“ sowie Geschäftsführer. Als solcher betreute er Radsporttalente aus Ländern mit schlechter Sport-Infrastruktur, die auf Einladung der UCI in Aigle trainieren. 2019 fungierte er zudem als Teammanager des WCC Teams.
Im November 2019 wurde Magné von der UCI fristlos entlassen. Als Gründe wurden „systematisches Mobbing, gewalttätiges und manipulatives Verhalten sowie Bedrohungen“ genannt. Er habe auch die Speisevorschriften islamischer Sportlerinnen und Sportler ignoriert, ihnen schlechteres Material als anderen Sportlern zugeteilt, sie diskriminiert und ihnen mitgeteilt: „Go back to Africa“. Zudem habe er von Untergebenen private Dienstleistungen verlangt, während er selbst mit seiner Freundin, einer Kollegin, während der Arbeitszeit Ausflüge gemacht habe. Der Anwalt von Frédéric Magné und er selbst in seinem Interview wiesen diese Anschuldigungen als unwahr zurück; es handele sich um eine Intrige. Im Januar 2020 wurde er in Jakarta als Berater des indonesischen Radsportverbandes vorgestellt.

## Erfolge
1985
- Französischer Junioren-Meister – Sprint

1987
- Weltmeister – Tandemrennen (mit Fabrice Colas)

1988
- Weltmeister – Tandemrennen (mit Fabrice Colas)
- Französischer Meister – 1000-Meter-Zeitfahren
- Französischer Meister – Sprint

1989
- Weltmeister – Tandemrennen (mit Fabrice Colas)
- Französischer Meister – 1000-Meter-Zeitfahren

1990
- Französischer Meister – 1000-Meter-Zeitfahren

1991
- Mittelmeerspiele – 1000-Meter-Zeitfahren
- Französischer Meister – 1000-Meter-Zeitfahren

1992
- Weltmeisterschaft – Sprint
- Weltmeisterschaft – Keirin
- Französischer Meister – 1000-Meter-Zeitfahren

1993
- Französischer Meister – Keirin

1994
- Weltmeister – Tandemrennen (mit Fabrice Colas)
- Französischer Meister – Sprint, Keirin

1995
- Weltmeister – Keirin
- Weltmeisterschaft – Sprint
- Sechstagerennen von Bordeaux (mit Etienne De Wilde)

1996
- Weltmeisterschaft – Keirin
- Französischer Meister – Keirin

1997
- Weltmeister – Keirin

1998
- Weltcup in Victoria – Sprint, Keirin

1999
- Weltmeisterschaft – Keirin

2000
- Weltmeister – Keirin
- Französischer Meister – Keirin